# Renault Type V
La Renault Type V est un modèle d'automobile du constructeur automobile Renault de 1905.

## Historique
Le Type V,  existe en trois versions (a, b et c).